# 鬼羽箭属
鬼羽箭属（学名：Buchnera）是玄参科下的一个属，为一年生、矮小草本植物。该属共有60－100种，分布于热带和亚热带地区。